# Liodaptus
Liodaptus is een geslacht van kevers uit de familie van de loopkevers (Carabidae). De wetenschappelijke naam van het geslacht is voor het eerst geldig gepubliceerd in 1889 door Bates.

## Soorten
Het geslacht Liodaptus omvat de volgende soorten:
- Liodaptus birmanus Bates, 1890
- Liodaptus longicornis Lesne, 1896